# Jabłonka (Nidzica)
Jabłonka (deutsch Jablonken, 1938 bis 1945 Seehag) ist ein Dorf in der polnischen Woiwodschaft Ermland-Masuren. Es gehört zur Gmina Nidzica (Stadt- und Landgemeinde Neidenburg) im Powiat Nidzicki (Kreis Neidenburg).

## Geographische Lage
Jabłonka liegt am Nordwestufer des Omulef-Sees (polnisch Jezioro Omulew) im Südwesten der Woiwodschaft Ermland-Masuren, 17 Kilometer nördlich der Kreisstadt Nidzica (deutsch Neidenburg).

## Geschichte
Das Dorf Jablonken wurde 1703 gegründet. 1874 kam es zum Amtsbezirk Orlau (polnisch Orłowo) im ostpreußischen Kreis Neidenburg. Mit den Wohnplätzen Terten (polnisch Pólko) und Wickno (1938 bis 1945 Wickenau, polnisch Wikno) zählte Jablonken im Jahre 1910 insgesamt 641 Einwohner, im Jahre 1933 waren es 666.
Aufgrund der Bestimmungen des Versailler Vertrags stimmte die Bevölkerung in den Volksabstimmungen in Ost- und Westpreußen am 11. Juli 1920 über die weitere staatliche Zugehörigkeit zu Ostpreußen (und damit zu Deutschland) oder den Anschluss an Polen ab. In Jablonken stimmten 457 Einwohner für den Verbleib bei Ostpreußen, auf Polen entfielen fünf Stimmen.
Am 3. Juni – amtlich bestätigt am 16. Juli – 1938 wurde Jablonken aus politisch-ideologischen Gründen der Abwehr fremdländisch klingender Ortsnamen in „Seehag“ umbenannt. Die Zahl der Einwohner belief sich 1939 auf 671.
Mit dem gesamten südlichen Ostpreußen wurde Seehag 1945 in Kriegsfolge an Polen überstellt. Das Dorf erhielt die polnische Namensform „Jabłonka“ und ist heute mit dem Sitz eines Schulzenamts eine Ortschaft im Verbund der Gmina Nidzica (Stadt- und Landgemeinde Neidenburg) im Powiat Nidzicki (Kreis Neidenburg), bis 1998 der Woiwodschaft Olsztyn, seither der Woiwodschaft Ermland-Masuren zugehörig. Im Jahre 2011 zählte Jabłonka 156 Einwohner.

## Kirche

### Evangelisch
Bis 1945 war die Mehrheit der Einwohnerschaft von Jablonken/Seehag evangelischer Konfession. Sie gehörten zur Kirche Lahna, die in die  Kirchenprovinz Ostpreußen der Kirche der Altpreußischen Union eingegliedert war. In Jablonken gab es eine Kapelle, in der regelmäßig Gottesdienste stattfanden.
Flucht und Vertreibung der einheimischen Bevölkerung ließen die Zahl der evangelischen Einwohner erheblich schwinden. Das Dorf wurde der Pfarrei Nidzica in der Diözese Masuren der Evangelisch-Augsburgischen Kirche in Polen zugeteilt. 

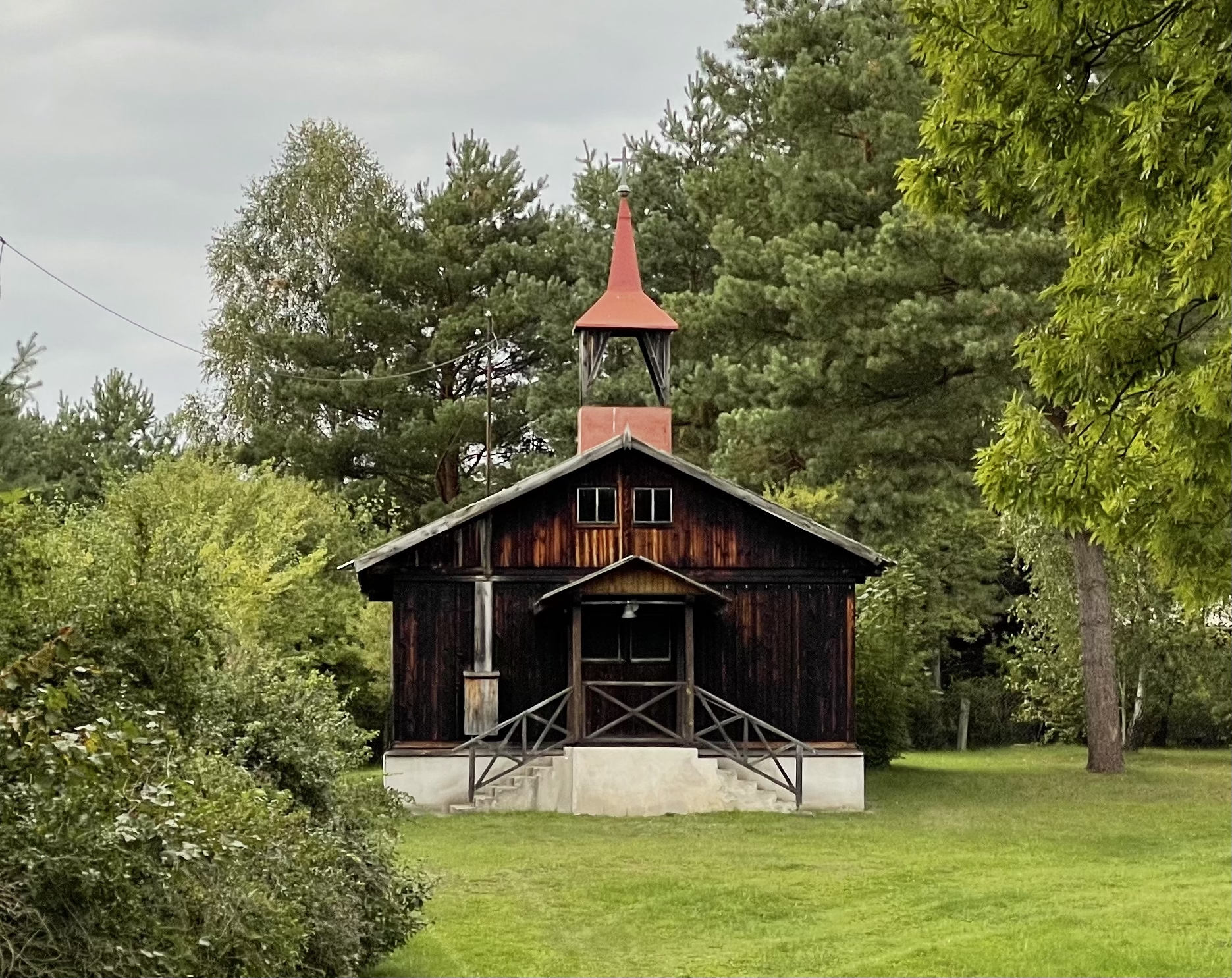
Die evangelische Kirche in Jabłonka

Heute gibt es in Jabłonka wieder eine kleine Kirche. In den 1960er Jahren war die Zahl der evangelischen Einwohner gestiegen und man brauchte einen Raum für Gottesdienst und Gemeindearbeit. Ein Grundstück stellte ein Gemeindemitglied zur Verfügung. Eine behördliche Baugenehmigung aber war nicht zu bekommen. Wohl aber wurde ein Antrag für eine Baracke überraschenderweise genehmigt. Da fügte es sich, dass eine andere Gemeinde – vielleicht Olszewo (Olschöwen/Erlenau) oder aber Drogomyśl (Drahomischl) – eine Barackenkirche abgeben wollte. Sie wurde vor Ort in Holzplanken zerlegt und in Jabłonken wieder aufgebaut. Die überrumpelte Polizei nahm zwar Anstoß an dem kleinen Glockenturm über dem Eingang mit dem deutlich erkennbaren Kreuz, aber 1976 wurde das Gebäude eingeweiht. Es wurde in die Pfarrei Nidzica einbezogen. Im Jahre 2016 feierte man das 40-jährige Jubiläum. Das Gotteshaus steht im mittleren Ortsbereich Jabłonkas.
In Jabłonka gibt es noch einen ehemaligen evangelischen Friedhof. Ein Gedenkstein erinnert an die Verstorbenen der Gemeinde, die hier vor 1945 ihre letzte Ruhestätte gefunden haben.

### Römisch-katholisch
Die vor 1945 zahlenmäßig wenigen römisch-katholischen Einwohner waren zur Kirche Neidenburg im damaligen Bistum Ermland eingepfarrt. Aufgrund der Ansiedlung zahlreicher Neubürger stieg ihre Zahl nach 1945 stark an. So entstand in Jabłonka eine römisch-katholische Gemeinde und Kirche, die heute als Filialgemeinde von der Pfarrei Łyna im jetzigen Erzbistum Ermland versorgt wird. Die Kirche steht im südlichen Bereich des Dorfes.

## Verkehr
Jabłonka liegt an einer Nebenstraße, die unweit von Czarny Piec (Schwarzenofen)  von der Landesstraße 58 abzweigt und über Natać Wielka (Groß Nattatsch, 1938 bis 1945 Großseedorf) und Wilczyce (Wolfsgarten) zur Woiwodschaftsstraße 545 bei Napiwoda (Grünfließ) führt. Eine Anbindung an den Bahnverkehr besteht nicht.